# Alf Taylor
Alfred William "Alf" Taylor (ur. 8 lutego 1889, zm. 18 marca 1966) – brytyjski zapaśnik walczący w stylu klasycznym. Olimpijczyk z Sztokholmu 1912, gdzie zajął 24. miejsce w wadze piórkowej.

## Letnie Igrzyska Olimpijskie 1912
| Konkurencja          | Rundy eliminacyjne | Rundy eliminacyjne    | Klas. końcowa |
| Konkurencja          | Przeciwnik I       | Przeciwnik II         | Miejsce       |
| -------------------- | ------------------ | --------------------- | ------------- |
| 60 kg styl klasyczny | Erik Öberg (SWE) P | Bruno Åkesson (SWE) P | 24.           |